# Sønner
Pour plus de détails, voir Fiche technique et Distribution.
Sønner est un film dramatique norvégien réalisé par Erik Richter Strand, sorti en 2006.

## Synopsis
Jeune employé d'une piscine municipale, Lars y reconnaît, parmi les habitués, un certain Hans, qui, des années plus tôt, avait abusé de lui sexuellement. Résolu à dévoiler ses méfaits, il parvient un soir à le filmer dans sa voiture, en plein acte coupable avec Tim, un garçon perturbé de quatorze ans. 
Devant l'inertie de son entourage qui se refuse à affronter le problème, Lars, qui en outre vient de perdre son travail, décide de passer à l'action: non content de faire chanter le pédophile, il s'empare de son ordinateur, rempli de photos illicites, et remet la vidéo accusatrice à un journaliste, qui, plus jeune, avait lui-même posé nu. Sans en dévoiler les identités, ce dernier fait officiellement état d'un groupe de répression antipédophile agissant clandestinement. 
À la suite de ce flash info, un important courrier de soutien se manifeste, dans lequel un garçon de douze ans affirme être également l'objet de sévices sexuels. Mis au courant du fait, le jeune Tim, armé d'une caméra et d'une batte de baseball en acier, décide, à son tour, de dévoiler le coupable. Pressentant que les choses vont mal tourner, Lars va tenter, avec l'aide de son ami Jørgen, d'écarter l'adolescent du danger ...

## Fiche technique
- Titre : Sønner
- Réalisation : Erik Richter Strand
- Scénario : Erik Richter Strand et Thomas Torjussen
- Musique : Marius Christiansen
- Photographie : Johan-Fredrik Bødtker
- Montage : Simen Gengenbach et Wibecke Rønseth
- Production : Eric Vogel
- Société de production : Tordenfilm
- Pays :  Norvège
- Genre : Drame
- Durée : 103 minutes
- Dates de sortie : 
  -  Norvège : 15 septembre 2006

## Distribution
- Nils Jørgen Kaalstad : Lars
- Mikkel Bratt Silset : Tim
- Edward Schultheiss : Jørgen
- Henrik Mestad : Hans
- Joachim Rafaelsen : Joakim
- Anna Bache-Wiig :	Heidi

## Commentaires
Attaquant de front le thème controversé de la pédophilie, Sønner met dos à dos les coupables et les accusateurs en se gardant pourtant de trancher moralement. Décrit comme un homme plutôt doux et réservé, le pédophile se présente plus comme une bête traquée que comme un véritable agresseur. Plus animé par un esprit de vengeance que pour rendre justice, le héros, quant à lui, adopte une attitude systématiquement violente et impulsive. Néanmoins, à la rationalisation immorale du premier s'opposent les séquelles psychologiques du second, en un délicat équilibre posant les bases d'une réflexion sur les difficultés persistantes à briser certains tabous.